# Sergio Massa
Sergio Tomás Massa (San Martín, Gran Buenos Aires, 28 d'abril de 1972) és un advocat i polític argentí, actual president de la Cambra de Diputats de la Nació Argentina des del 10 de desembre del 2019. Anteriorment va exercir com a Diputat Nacional per la província de Buenos Aires entre 2013 i 2017, entre d'altres. És el líder i fundador del partit Front Renovador.
Va ser membre del Partit Justicialista des de mitjan anys 1990 fins a 2013, arribant a ser designat el 2008 per la presidenta Cristina Fernández de Kirchner com a cap del Gabinet de Ministres. A partir de les eleccions legislatives de 2013, va abandonar el Partit Justicialista per crear una nova força política coneguda habitualment com a massisme, arribant a ser candidat a president de la Nació a les eleccions de 2015, en què va resultar tercer amb 21,39%. També va ser candidat a senador nacional en les eleccions de 2017 i 1r candidat a Diputat Nacional pel Frente de Todos a les eleccions de 2019, electe després com a President de la institució. Va perdre la segona volta electoral de les eleccions presidencials d'Argentina de 2023 contra Javier Milei.